# Sin escape (película de 1987)
Sin escape, también conocida como Sentir la persecución en Argentina y Catch the Heat en Estados Unidos, es una película argentina-estadounidense de acción de 1987 dirigida por Joel Silberg sobre el guion de Stirling Silliphant. Es protagonizada por Tiana Alexandra, David Dukes, Rod Steiger y Brian Thompson. También es conocida como Misión: Alto riesgo. Fue filmada en Technicolor en Los Ángeles y San Francisco. Se estrenó en Estados Unidos en octubre de 1987. Fue exhibida en cable en 1993 con el título Sentir la persecución.

## Sinopsis
Una agente de policía con una técnica de artes marciales propia se disfraza de bailarina para infiltrarse en una banda de narcotraficantes de América del Sur, donde sin saberlo trabará relaciones con un agente especial encubierto que tiene el mismo objetivo.

## Reparto
| Actor              | Personaje                          |
| ------------------ | ---------------------------------- |
| Tiana Alexandra    | Checkers Goldberg                  |
| David Dukes        | Waldo Tarr                         |
| Rod Steiger        | Jason Hannibal                     |
| Brian Thompson     | Danny Boy                          |
| Jorge Martínez     | Raul De Villa                      |
| John Hancock       | Ike                                |
| Brian Libby        | Brody                              |
| Toru Tanaka        | Dozu                               |
| Jessica Schultz    | Maria                              |
| Russell Clark      | Reggie                             |
| Norman Erlich      | Jose Calsado                       |
| Cecilia Maresca    | Juanita                            |
| Jacques Arndt      | Dr. Bleyer                         |
| Miguel Habud       | Ramón                              |
| John Dresden       | Agente de San Francisco            |
| Bill Wood          | Oficial #1                         |
| Amparo Ibarlucia   | Secretaria de Hannibal             |
| Masafumi Sakanashi | Maestro de kendo                   |
| Gerardo Bardelli   | Pianista                           |
| Gary Jensen        | Vendedor de droga en San Francisco |
| Gene Lehfeldt      | Vendedor de droga en San Francisco |
| Michael Carr       | Vendedor de droga en San Francisco |
| Norberto Maceri    | Bailarín                           |
| Ariel Tejada       | Bailarín                           |
| Patricio Vargas    | Bailarín                           |
| Hugo Velardez      | Bailarín                           |
| Roberto Vernes     | Bailarín                           |
| Roberto Blanzaco   | Bailarín                           |